# Герб лену Єнчепінг
Герб лену Єнчепінг (швед. Jönköpings läns vapen) — символ сучасного адміністративно-територіального утворення лену Єнчепінг.

## Історія
Герб лену Єнчепінг затверджено 1942 року.

## Опис (блазон)
У червоному полі з хвилястої синьої основи виходить срібний замок із трьома бланкованими вежами, відкритими чорними вікнами та воротами з піднятими срібними ґратами; у синій главі — три золоті корони.

## Зміст
У гербі лену використано символу міста Єнчепінг, доповнений трьома коронами.
Герб лену може використовуватися органами влади увінчаний королівською короною.